# كأس أمم غرب إفريقيا
كأس أمم غرب أفريقيا (بالإنجليزية: WAFU Nations Cup)‏، مسابقة كرة قدم تتنافس فيها الفرق التمثيلية لاتحاد غرب إفريقيا لكرة القدم.

## تاريخ
تم تأسيس الكأس بتكليف من رئيس التوغو غناسينغبي إياديما في عام 1974 بهدف إقامة مسابقة إقليمية مماثلة لبطولة كأس الأمم الأفريقية. أقيمت المباراة الأولى في أبيدجان وفازت كوت ديفوار المضيفة بالبطولة.